# Abzeichen für freiwillige Helfer der Grenztruppen der DDR

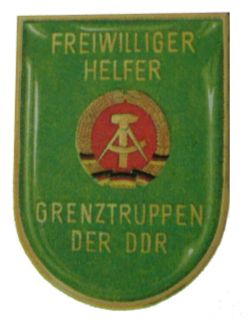
Abzeichen für die freiwilligen Helfer der Grenztruppen der DDR

Das Abzeichen für die freiwilligen Helfer der Grenztruppen der DDR wurde am 8. April 1983 mit Verordnungsnummer 018/9/001 vom Minister für Nationale Verteidigung der Deutschen Demokratischen Republik, Heinz Hoffmann, in einer Ausführung gestiftet und vergeben. Es war somit ein staatliches Ehrenzeichen der Nationalen Volksarmee und als staatliches Ehrenzeichen geschützt. Die Einführung des Abzeichens erfolgte als Ausdruck der Zustimmung zu den Grenzsicherungsmaßnahmen, die von den Freiwilligen Helfern der Grenztruppen seit 1952 ausgeübt worden waren. Neben diesem Abzeichen wurde mit selbiger Verordnung auch die grüne Armbinde für die freiwilligen Helfer der Grenztruppen eingeführt. Das schildförmige Abzeichen aus Stahlblech ist 39 mm hoch und 31 mm breit goldumrahmt und zeigt auf hellgrünem Grund die goldene vierzeilige Inschrift: FREIWILLIGER / HELFER / GRENZTRUPPEN / DER DDR. Nach der zweiten Zeile ist das Staatswappen der DDR eingebettet, das farbig dargestellt ist. Die Rückseite zeigt eine querverlötete Nadel mit Gegenhaken. Das ganze Abzeichen selber ist abschließend mit Polyesterharz überzogen worden.